# Bory (Stanisław Górny)
Bory – część wsi Stanisław Górny w Polsce, położona w województwie małopolskim, w powiecie wadowickim, w gminie Wadowice. 
W latach 1975–1998 Bory położone były w województwie bielskim.